# هزووی
هزووی (به لاتین: Həzovi یا Xəzovi) یک منطقه مسکونی در جمهوری آذربایجان است که در شهرستان لریک واقع شده‌است.

## جمعیت
هزووی ۱۸۷ نفر جمعیت دارد.

## ریشه واژه
هزووی در زبان تالشی از دو جز هَزو (همان هزار-زیاد) و وی (درخت بید) تشکیل شده‌است و معنای کلی ان به‌معنی جایی که در آن درخت بید به فراوانی وجود دارد است.